# Населення Херсона
Населення Херсона станом на 1 березня 2015 року становило 296 161 особу, населення інших населених пунктів, підпорядкованих Херсонській міськраді — 38 409 осіб. Зокрема у селищах міського типу Антонівка, Зеленівка, Комишани, Наддніпрянське мешкало 26 913 осіб, у селах Богданівка, Петрівка, Степанівка та селищах Жовтневе, Куйбишеве, Молодіжне, Петровського, Приозерне, Сонячне — 11 496 осіб. Загальне населення Херсонської міськради на 1 березня 2015 року — 334 570 особи, що становить 31,4% населення області. На початку 2014 р. за чисельністю населення серед міст України Херсон посідав 16 місце.

## Історична динаміка
| 1840   | 1897   | 1926   | 1939   | 1959    | 1970    | 1979    | 1989    | 2001    | 2008    | 2014    |
| ------ | ------ | ------ | ------ | ------- | ------- | ------- | ------- | ------- | ------- | ------- |
| 19 577 | 59 076 | 57 376 | 96 987 | 157 995 | 260 687 | 318 908 | 355 379 | 328 360 | 308 837 | 297 593 |

## Вікова структура
Середній вік населення Херсонської міськради за переписом 2001 року становив 38,2 років. Середній вік чоловіків на 4,3 роки менше ніж у жінок (35,9 і 40,2 відповідно). У віці молодшому за працездатний знаходилося 60 854 осіб (16,6%), у працездатному віці — 226 542 осіб (61,7%), у віці старшому за працездатний — 79 716 осіб (21,7%). За статтю у місті переважали жінки, яких налічувалося 199 142 осіб (54,2%), тоді як чоловіків 168 046 (45,8%).
Станом на 1 січня 2014 року статево-віковий розподіл населення Херсонської міськради був наступним:
| вік         | чоловіки | жінки   | обидві статі |
| ----------- | -------- | ------- | ------------ |
| 0-14        | 23 566   | 22 247  | 45 813       |
| 15-64       | 108 874  | 125 192 | 234 066      |
| 65 і старше | 16 839   | 34 617  | 51 456       |

## Національний склад
Динаміка національного складу населення Херсона за даними переписів, %
|          | 1850-і | 1926 | 1939 | 1959 | 1989 | 2001 |
| -------- | ------ | ---- | ---- | ---- | ---- | ---- |
| українці | 40,3   | 36,0 | 60,9 | 63,0 | 66,0 | 75,7 |
| росіяни  | 16,7   | 36,0 | 19,4 | 29,0 | 29,2 | 20,0 |
| євреї    | 41,4   | 25,3 | 16,6 | 6,0  | 1,9  | 0,5  |

## Мовний склад
Динаміка рідної мови населення Херсона за переписами, %
| мова       | 1897 | 1926 | 1989 | 2001 |
| ---------- | ---- | ---- | ---- | ---- |
| українська | 19,6 | 16,3 | 45,5 | 53,4 |
| російська  | 47,2 | 66,4 | 53,0 | 45,3 |
| єврейська  | 29,1 | 14,7 | 0,1  | 0,01 |

Рідні мови населення районів Херсона за переписом 2001 р.
|                    | українська | російська | вірменська | білоруська | циганська |
| м. Херсон          | 53,4       | 45,3      | 0,17       | 0,13       | 0,05      |
| ------------------ | ---------- | --------- | ---------- | ---------- | --------- |
| Дніпровський район | 56,7       | 42,2      | 0,20       | 0,15       | 0,08      |
| Суворовський район | 54,1       | 44,7      | 0,14       | 0,15       | 0,04      |
| Корабельний район  | 50,3       | 48,2      | 0,18       | 0,09       | 0,04      |

Українська мова є основною та єдиною офіційною мовою міста.
Вторгнення Росії в Україну спровокувало нову хвилю українізації в місті, дедалі більше людей вважають за краще розмовляти українською мовою.
Під час окупації правобережної частини Херсонської області Росія піддавала місто насильницькій русифікації та вживала заходів для викорінення в ньому української мови: окупаційна влада знищувала в Херсоні українськомовну літературу та масово поширювала листівки й білборди з гаслом «росіяни й українці — один народ, єдине ціле». В усіх школах міста викладали тільки російською.